# Pseudanthias rubrizonatus
Pseudanthias rubrizonatus és una espècie de peix de la família dels serrànids i de l'ordre dels perciformes.

## Morfologia
- Els mascles poden assolir 12 cm de longitud total.[4][5]

## Hàbitat
És un peix marí de clima tropical i associat als esculls de corall que viu entre 20-133 m de fondària.

## Distribució geogràfica
Es troba des de la Mar d'Andaman fins a Salomó, el sud del Japó, el nord-oest d'Austràlia i la Gran Barrera de Corall.